# Commutador elèctric
Un aparell de comandament (en anglès: switch) és un operador elèctric que té la funció de governar o controlar circuits elèctrics; o bé obrir-los o bé tancar-los. Un tipus d'aparell de comandament és un commutador o interruptor. És un dels components de comandament més bàsics d'un circuit elèctric, i se sol usar per controlar els circuits des d'un únic punt. L'interruptor és un aparell que fa la funció d'interrompre el circuit elèctric, dit de manera més senzilla l'obre i el tanca fins que s'accioni una altra vegada.

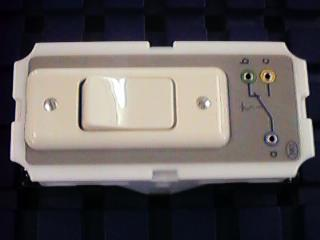
Commutador elèctric amb el seu símbol homologat a la UE

Un commutador és un operador elèctric de comandament que permet canviar la derivació del circuit per la qual aquest es tanca. Un commutador pot tenir 3 borns de connexió (un d'entrada i dos de sortida) si és commutador normal; o bé pot tenir 4 borns (dos d'entrada i dos de sortida) si és un commutador de creuament. Hi ha d'haver un commutador a cada punt de control del circuit.
La seva expressió més senxilla consisteix en dos contactes de metall inoxidable i l'actuant. Els contactes, normalment separats, s'uneixen mitjançant un actuant per permetre que el corrent circuli. L'actuant és la part móbil que en una de les seves posicions fa pressió sobre els contactes per mantenir-los units.

## Materials
De la qualitat dels materials emprats per als contactes dependrà la vida útil de l'interruptor. Per a la majoria dels interruptors domèstics s'empra un aliatge de llautó (60% coure, 40% zinc). És molt resistent a la corrosió i és un conductor elèctric apropiat. L'alumini també és bon conductor i és molt resistent a la corrosió.
Quan calgui una pèrdua mínima s'utilitza coure pur per la seva excel·lent conductivitat elèctrica. Sota condicions de condensació, el coure pot formar òxid de coure a la superfície, interrompent el contacte.
Per interruptors que requereixin la màxima fiabilitat, s'utilitzen contactes de coure però s'aplica un bany amb un metall més resistent a l'òxid com l'estany, aliatges d'estany / plom, níquel, or o plata. La plata és millor conductor que el coure ia més l'òxid de plata condueix electricitat.

## Funcionament
L'interruptor de dues posicions possibles:
- Posició considerada de repòs, anomenada OFF o estat 0, on el circuit està obert i, per tant, no deixa passar el corrent.
- Posició de treball, anomenada ON o estat 1, on el circuit està tancat, i lògicament deixa passar el corrent elèctric.

La funció bàsica d'un commutador és commutar les sortides per tal d'obrir/tancar el circuit elèctric. Un commutador té dos possibles posicions (que va a una o altra segons un interruptor). Quan els borns de cada commutador estan en el mateix sentit i estan en contacte, el circuit es tanca; però si cada born dels commutadors està encarat cap a diferents costats i no estan en contacte, el circuit està obert i l'electricitat no arriba al lloc desitjat.

Símbol no homologat a la UE del commutador, però que n'il·lustra el funcionament: accionant el commutador podem connectar la línia COM (dreta) amb la L1 o amb la L2 (esquerra), però no amb les dues simultàniament.

Els commutadors són usats per a il·luminació interior (per encendre la llum d'una habitació, per exemple, de dos punts diferents); en les llums dels cotxes, per passar de llargues a curtes (o bé funciona un o bé funciona l'altre); i també per commutar circuits, per a fer que quan un funcioni, l'altre deixi de funcionar.

Noteu que accionar qualsevol dels commutadors (un de sol) apaga el llum si està encès o l'encén si està apagat.
Quan un circuit es vol encendre de tres punts o més, cal usar el commutadors de creuament. En aquest cas es col·loquen commutadors a cada extrem del circuit i commutadors de creuament a cada punt del mig del circuit (controls centrals). Com més commutadors de creuament col·loquem, des de més punts podrem controlar el circuit elèctric.
| Apagat    | Encès     |
| --------- | --------- |
| Posició 1 | Posició 2 |
| Posició 3 | Posició 4 |
| Posició 5 | Posició 6 |
| Posició 7 | Posició 8 |

Símbol d'un interruptor, no homologat als Estats Units.
Variació de voltatge i intensitat segons l'estat de l'interruptor.

## Classificació dels interruptors

### Actuants
A l'accionar-ho, obren o tanquen un circuit.

### Pulsadors
També coneguts com a interruptors momentanis. Aquest tipus requereix que l'operador mantingui la pressió sobre l'actuant perquè els contactes estiguin units. Un exemple del seu ús: el podem trobar en els timbres de les cases o apartaments.

### Quantitat de pols
Interruptor de doble pol.
Són la quantitar de circuits individuals que controla l'interruptot. Un exemple d'interruptor d'un sol pol és el que fem servir per encendre la llum. N'hi ha de 2 o més pols. Per exemple, si volem encendre un motor de 220 volts i a l'hora un indicador lluminós de 12 volts, necessitarem un interruptor de dos pols, un pol per al circuit de 220 volts i un altre per al de 12 volts.

### Quantitat de vies
És la quantitat de posicions que té un interruptor. Novament, l'exemple de l'interruptor d'una sola via és l'utilitzat per encendre un llum: en una posició encén el llum mentre que en l'altra s'apaga.
Interruptor de doble via. N'hi ha de 2 o més vies. Un exemple d'un interruptor de 3 vies és el que faríem servir per controlar un semàfor on s'encén una bombeta de cada color per a cada posició o via.

### Combinacions
Es poden combinar les tres classes anteriors per crear diferents tipus d'interruptors.

## Aplicacions
Els interruptors bàsics se solen fer servir de comandament de molts aparells tecnològics o electrodomèstics que tenim el nostre entorn com per exemple el botó que engega la pantalla de l'ordinador, el televisor, etc.
Entorn de la il·luminació dels habitatges normalment tot són commutadors que es poden accionar des de diferents punts i els interruptors se solen fer servir a les làmpades d'escriptori o altres llocs a on només pots posar en funcionament l'aparell de d'un punt.
Actualment hi ha diferents tipus d'interruptors creats per fer funcionar un aparell o una màquina en concret, com per exemple l'interruptor diferencial, l'interruptor centrífug, l'interruptor magnetotèrmic, etc.
S'anomena commutador aquell dispositiu que deriva el curs d'un circuit en més d'una posició, i permet obtenir diverses sortides funcionals.

## Corrent i tensió elèctrica
Els interruptors estan dissenyats per suportar un corrent màxima, que es mesura en amperes. També es dissenyen per suportar una determinada tensió màxima, que es mesura en volts.
S'ha de seleccionar l'interruptor apropiat per a cada ús. Si no, s'està escurçant la seva vida útil o, en casos extrems, es corre el risc de destruir-lo.

## Tipus d'interruptors elèctrics
- L'interruptor magnetotèrmic o interruptor automàtic. Incorporar dos tipus de protecció, actuant en cas de curtcircuit o de sobrecàrrega de corrent. S'utilitza comunament en els quadres elèctrics d'habitatges, comerços o indústries per controlar i protegir cada circuit individualment. La seva ocupació es complementa amb el de interruptors diferencials.
- Interruptor diferencial. És un tipus de protecció elèctrica destinada a protegir les persones de les derivacions o fuites de corrent causades per faltes d'aïllament. Es caracteritzen per posseir una alta sensibilitat (detecten diferències de corrent ordre dels mA) i una ràpida operació.
- Reed switch. És un interruptor encapsulat en un tub de vidre a el buit que s'activa en trobar un camp magnètic.
- Interruptor centrífug. S'activa o desactiva a determinada força centrífuga. S'usa com a protecció en els motors.
- Interruptor de transferència. Trasllada la càrrega d'un circuit a un altre en cas de fallada d'energia. Utilitzat tant en subestacions elèctriques com a indústries.
- Interruptor DIP (de l'anglès '' 'dual in-line package' '). Usat en electrònica. Es refereix a una línia doble de contactes. Consisteix en una sèrie de múltiples micro interruptors units entre si.
- Hall-effect switch. També usat en electrònica, és un comptador que permet llegir la quantitat de voltes per minut que està donant un imant permanent i lliurar polsos.
- Interruptor inercial (o d'acceleració). Mesura l'acceleració o desacceleració de l'eix de coordenades sobre el qual estigui muntat. Per exemple, els instal·lats per disparar les bosses d'aire dels automòbils. En aquest cas, s'han d'instal·lar laterals i frontals per activar les bosses d'aire laterals o frontals segons on l'automòbil rebi l'impacte.
- Interruptor de membrana (o bombolla). Generalment col·locats directament sobre un circuit imprès. S'usen en alguns controls remots, els panells de control de microones, etc.
- Interruptor de nivell. Usat per detectar el nivell d'un fluid en un tanc.
- Sensor de flux. És un tipus d'interruptor format per un imant i un reed switch.
- Interruptor de mercuri. Usat per detectar la inclinació. Consisteix en una gota de mercuri dins d'un tub de vidre tancat hermèticament. En la posició correcta, el mercuri tanca dos contactes de metall.